# Modelagem científica
Modelagem científica é uma atividade científica, cujo objetivo é tornar uma parte ou característica específica do mundo mais fácil de entender, definir, quantificar, visualizar ou simular fazendo referência a um conhecimento existente e geralmente aceito. Requer selecionar e identificar aspectos relevantes de uma situação no mundo real e, em seguida, usar diferentes tipos de modelos para diferentes objetivos, como modelos conceituais para melhor compreender, modelos operacionais para operacionalizar, modelos matemáticos para quantificar e modelos gráficos para visualizar o assunto.
A modelagem é uma parte essencial e inseparável de muitas disciplinas científicas, cada uma com suas próprias ideias sobre tipos específicos de modelagem. O seguinte foi dito por John von Neumann: " (...) as ciências não procuram explicar, dificilmente tentam interpretar, principalmente fazem modelos. Por modelo entende-se uma construção matemática que, com a adição de certas interpretações verbais, descreve fenômenos observados. A justificativa de tal construção matemática é única e precisamente que se espera que funcione - isto é, descrever corretamente os fenômenos de uma área razoavelmente ampla".
Há também uma atenção crescente relacionada à modelagem científica em campos como educação científica, filosofia da ciência, teoria de sistemas e visualização do conhecimento. Há uma crescente coleção de métodos, técnicas e meta- teoria sobre todos os tipos de modelagem científica especializada.

## Visão geral
Um modelo científico busca representar objetos empíricos, fenômenos e processos físicos de uma forma lógica e objetiva. Todos os modelos estão em simulacros, ou seja, reflexos simplificados da realidade que, apesar de serem aproximações, podem ser extremamente úteis. Construir e contestar modelos é fundamental para o empreendimento científico. A representação completa e verdadeira pode ser impossível, mas o debate científico frequentemente diz respeito a qual é o melhor modelo para uma dada tarefa, por exemplo, qual é o modelo climático mais preciso para previsões sazonais.
As tentativas de formalizar os princípios das ciências empíricas usam uma interpretação para modelar a realidade, da mesma forma que os lógicos axiomatizam os princípios da lógica. O objetivo dessas tentativas é construir um sistema formal que não produza consequências teóricas contrárias ao que se encontra na realidade. As previsões ou outras afirmações extraídas de tal sistema formal espelham ou mapeiam o mundo real apenas na medida em que esses modelos científicos são verdadeiros.
Para o cientista, um modelo também é uma forma pela qual os processos de pensamento humano podem ser ampliados. Por exemplo, os modelos renderizados em software permitem que os cientistas aproveitem o poder computacional para simular, visualizar, manipular e obter intuição sobre a entidade, fenômeno ou processo que está sendo representado. Esses modelos de computador são chamados de in silico. Outros tipos de modelos científicos são in vivo (modelos vivos, como ratos de laboratório) e in vitro (em vidraria, como cultura de tecidos).

## Fundamentos

### Modelagem como um substituto para medição direta e experimentação
Os modelos são normalmente usados quando é impossível ou impraticável criar condições experimentais nas quais os cientistas possam medir diretamente os resultados. A medição direta de resultados sob condições controladas (ver Método científico) sempre será mais confiável do que estimativas de resultados modeladas.
Na modelagem e simulação, um modelo é uma simplificação e abstração proposital e orientada por tarefas de uma percepção da realidade, moldada por restrições físicas, legais e cognitivas. É orientado por tarefas porque um modelo é capturado com uma determinada pergunta ou tarefa em mente. As simplificações deixam de fora todas as entidades conhecidas e observadas e sua relação que não são importantes para a tarefa. A abstração agrega informações importantes, mas não necessárias com os mesmos detalhes do objeto de interesse. Ambas as atividades, simplificação e abstração, são feitas propositalmente. No entanto, eles são feitos com base na percepção da realidade. Essa percepção já é um modelo em si, pois vem com uma restrição física. Existem também restrições sobre o que somos capazes de observar legalmente com nossas ferramentas e métodos atuais, e restrições cognitivas que limitam o que somos capazes de explicar com nossas teorias atuais. Este modelo compreende os conceitos, seu comportamento e suas relações de forma informal e é frequentemente referido como um modelo conceitual. Para executar o modelo, ele precisa ser implementado como uma simulação de computador. Isso requer mais opções, como aproximações numéricas ou o uso de heurísticas. Apesar de todas essas restrições epistemológicas e computacionais, a simulação foi reconhecida como o terceiro pilar dos métodos científicos: construção de teoria, simulação e experimentação.

### Simulação
Uma simulação é uma forma de implementar o modelo, frequentemente empregada quando o modelo é muito complexo para a solução analítica. Uma simulação de estado estacionário fornece informações sobre o sistema em um instante específico no tempo (geralmente em equilíbrio, se tal estado existir). Uma simulação dinâmica fornece informações ao longo do tempo. Uma simulação mostra como um determinado objeto ou fenômeno se comportará. Essa simulação pode ser útil para teste, análise ou treinamento nos casos em que sistemas ou conceitos do mundo real podem ser representados por modelos.

### Estrutura
Estrutura é uma noção fundamental e às vezes intangível que abrange o reconhecimento, observação, natureza e estabilidade de padrões e relacionamentos de entidades. Da descrição verbal de um floco de neve feita por uma criança à análise científica detalhada das propriedades dos campos magnéticos, o conceito de estrutura é um fundamento essencial de quase todos os modos de investigação e descoberta na ciência, filosofia e arte.

### Sistemas
Um sistema é um conjunto de entidades em interação ou interdependentes, reais ou abstratas, formando um todo integrado. Em geral, um sistema é uma construção ou coleção de diferentes elementos que, juntos, podem produzir resultados que não podem ser obtidos apenas pelos elementos. O conceito de um 'todo integrado' também pode ser expresso em termos de um sistema que incorpora um conjunto de relações que são diferenciadas das relações do conjunto com outros elementos e formam relações entre um elemento do conjunto e elementos que não fazem parte do regime relacional. Existem dois tipos de modelos de sistema: 1) discreto, no qual as variáveis mudam instantaneamente em pontos separados no tempo, e 2) contínuo, onde as variáveis de estado mudam continuamente em relação ao tempo.

### Gerando um modelo
Modelagem é o processo de geração de um modelo como representação conceitual de algum fenômeno. Normalmente, um modelo tratará apenas de alguns aspectos do fenômeno em questão, e dois modelos do mesmo fenômeno podem ser essencialmente diferentes - ou seja, que as diferenças entre eles compreendem mais do que apenas uma simples renomeação de componentes.
Essas diferenças podem ser devido a requisitos diferentes dos usuários finais do modelo, ou a diferenças conceituais ou estéticas entre os modeladores e a decisões contingentes tomadas durante o processo de modelagem. Considerações que podem influenciar a estrutura de um modelo podem ser a preferência do modelador por uma ontologia reduzida, preferências em relação a modelos estatísticos versus modelos determinísticos, tempo discreto versus tempo contínuo, etc. Em qualquer caso, os usuários de um modelo precisam entender as suposições feitas que são pertinentes à sua validade para um determinado uso.
Construir um modelo requer abstração. Suposições são usadas na modelagem a fim de especificar o domínio de aplicação do modelo. Por exemplo, a teoria da relatividade especial assume um quadro de referência inercial. Essa suposição foi contextualizada e posteriormente explicada pela teoria geral da relatividade. Um modelo faz previsões precisas quando suas suposições são válidas e pode muito bem não fazer previsões precisas quando suas suposições não são válidas. Essas suposições costumam ser o ponto em que teorias mais antigas são substituídas por novas (a teoria geral da relatividade também funciona em referenciais não inerciais).

### Avaliando um modelo
Um modelo é avaliado primeiro e principalmente por sua consistência de acordo com os dados empíricos; qualquer modelo inconsistente com observações reproduzíveis deve ser modificado ou rejeitado. Uma maneira de modificar o modelo é restringindo o domínio sobre o qual ele é creditado como tendo alta validade. Um caso em questão é a física newtoniana, que é altamente útil, exceto para os fenômenos muito pequenos, muito rápidos e muito massivos do universo. No entanto, um ajuste apenas aos dados empíricos não é suficiente para que um modelo seja aceito como válido. Outros fatores importantes na avaliação de um modelo incluem:
- Capacidade de explicar observações anteriores
- Capacidade de prever observações futuras
- Custo de uso, especialmente em combinação com outros modelos
- Refutabilidade, permitindo estimar o grau de confiança no modelo
- Simplicidade ou mesmo apelo estético

As pessoas podem tentar quantificar a avaliação de um modelo usando uma função de utilidade.

### Visualização
Visualização é qualquer técnica para criar imagens, diagramas ou animações para comunicar uma mensagem. A visualização por meio de imagens visuais tem sido uma forma eficaz de comunicar ideias abstratas e concretas desde o surgimento do homem. Exemplos da história incluem pinturas rupestres, hieróglifos egípcios, geometria grega e métodos revolucionários de Leonardo da Vinci de desenho técnico para fins científicos e de engenharia.

### Mapeamento do espaço
O mapeamento espacial se refere a uma metodologia que emprega uma formulação de modelagem "quase global" para vincular modelos "grosseiros" (ideais ou de baixa fidelidade) com modelos "finos" (práticos ou de alta fidelidade) de diferentes complexidades. Na otimização de engenharia, o mapeamento de espaço alinha (mapeia) um modelo grosseiro muito rápido com seu modelo fino caro para calcular relacionado, de modo a evitar a otimização cara direta do modelo fino. O processo de alinhamento refina iterativamente um modelo grosso "mapeado".